# Callaway (Florida)
Callaway es una ciudad ubicada en el condado de Bay en el estado estadounidense de Florida. En el Censo de 2010 tenía una población de 14.405 habitantes y una densidad poblacional de 580,69 personas por km².

## Geografía
Callaway se encuentra ubicada en las coordenadas 30°7′33″N 85°33′28″O / 30.12583, -85.55778, en la región conocida como mango de Florida. Según la Oficina del Censo de los Estados Unidos, Callaway tiene una superficie total de 24.81 km², de la cual 23.33 km² corresponden a tierra firme y (5.94%) 1.47 km² es agua.

## Demografía
Según el censo de 2010, había 14.405 personas residiendo en Callaway. La densidad de población era de 580,69 hab./km². De los 14.405 habitantes, Callaway estaba compuesto por el 71.08% blancos, el 18.18% eran afroamericanos, el 0.66% eran amerindios, el 4.11% eran asiáticos, el 0.09% eran isleños del Pacífico, el 1.38% eran de otras razas y el 4.5% pertenecían a dos o más razas. Del total de la población el 5.89% eran hispanos o latinos de cualquier raza.